# Probopyrus iriomotensis
Probopyrus iriomotensis là một loài chân đều trong họ Bopyridae. Loài này được Saito, Shokita & Naruse miêu tả khoa học năm 2010.